# Lelie (geslacht)
Lelie (Lilium) is een geslacht van kruidachtige planten, behorend tot de leliefamilie. Het geslacht telt meer dan honderd soorten, waarvan de meeste voorkomen op het Noordelijk Halfrond. De planten uit het geslacht zijn vooral bekend als tuinplanten. Sommige soorten hebben eetbare bollen, die bijvoorbeeld in China traditioneel als voedsel worden gekweekt. Voor sommige huisdieren, speciaal voor katten, kunnen zelfs kleine hoeveelheden plantenmateriaal dodelijk zijn.
De soorten uit het geslacht Lilium staan bekend als de ware lelies. Ze dienen onder andere als voedsel voor de larven van motten en vlinders uit de orde Lepidoptera.

## Taxonomie
Het geslacht Lilium is onderverdeeld in meerdere secties of ondergeslachten. Dit is gedaan volgens de klassieke indeling van Harold Comber en de  World Checklist of Liliaceae,
De secties en hun bijbehorende soorten zijn:

### Martagon
|  | Lilium debile       |
|  | Lilium distichum    |
|  | Lilium hansonii     |
|  | Lilium martagon     |
|  | Lilium medeoloides  |
|  | Lilium tsingtauense |

### Pseudolirium
|  | Lilium bolanderi       |
|  | Lilium canadense       |
|  | Lilium catesbaei       |
|  | Lilium columbianum     |
|  | Lilium grayi           |
|  | Lilium humboldtii      |
|  | Lilium iridollae       |
|  | Lilium kelloggii       |
|  | Lilium kelleyanum      |
|  | Lilium maritimum       |
|  | Lilium michauxii       |
|  | Lilium michiganense    |
|  | Lilium occidentale     |
|  | Lilium pardalinum      |
|  | Lilium parryi          |
|  | Lilium parvum          |
|  | Lilium philadelphicum  |
|  | Lilium puberulum       |
|  | Lilium pyrophilum      |
|  | Lilium rubescens       |
|  | Lilium superbum        |
|  | Lilium washingtonianum |

### Liriotypus
|  | Lilium akkusianum      |
|  | Lilium albanicum       |
|  | Lilium bosniacum       |
|  | Lilium bulbiferum      |
|  | Lilium candidum        |
|  | Lilium carniolicum     |
|  | Lilium chalcedonicum   |
|  | Lilium ciliatum        |
|  | Lilium jankae          |
|  | Lilium kesselringianum |
|  | Lilium ledebourii      |
|  | Lilium monadelphum     |
|  | Lilium polyphyllum     |
|  | Lilium pomponium       |
|  | Lilium ponticum        |
|  | Lilium pyrenaicum      |
|  | Lilium rhodopeum       |
|  | Lilium szovitsianum    |

### Archelirion
|  | Lilium auratum (Goudbandlelie) |
|  | Lilium platyphyllum            |
|  | Lilium brownii                 |
|  | Lilium japonicum               |
|  | Lilium nobilissimum            |
|  | Lilium rubellum                |
|  | Lilium speciosum               |

### Sinomartagon
|  | Lilium amabile         |
|  | Lilium amoenum         |
|  | Lilium anhuiense       |
|  | Lilium arboricola      |
|  | Lilium bakerianum      |
|  | Lilium brevistylum     |
|  | Lilium callosum        |
|  | Lilium cernuum         |
|  | Lilium concolor        |
|  | Lilium davidii         |
|  | Lilium duchartrei      |
|  | Lilium fargesii        |
|  | Lilium floridum        |
|  | Lilium habaense        |
|  | Lilium henrici         |
|  | Lilium henryi          |
|  | Lilium huidongense     |
|  | Lilium jinfushanense   |
|  | Lilium lancifolium     |
|  | Lilium lankongense     |
|  | Lilium leichtlinii     |
|  | Lilium lijiangense     |
|  | Lilium lophophorum     |
|  | Lilium mackliniae      |
|  | Lilium matangense      |
|  | Lilium medogense       |
|  | Lilium nanum           |
|  | Lilium nepalense       |
|  | Lilium oxypetalum      |
|  | Lilium papilliferum    |
|  | Lilium paradoxum       |
|  | Lilium pinifolium      |
|  | Lilium poilanei        |
|  | Lilium primulinum      |
|  | Lilium pumilum         |
|  | Lilium pyi             |
|  | Lilium rosthornii      |
|  | Lilium saccatum        |
|  | Lilium sempervivoideum |
|  | Lilium sherriffiae     |
|  | Lilium souliei         |
|  | Lilium stewartianum    |
|  | Lilium taliense        |
|  | Lilium tianschanicum   |
|  | Lilium wardii          |
|  | Lilium xanthellum      |

### Leucolirion
|  | Lilium formosanum    |
|  | Lilium leucanthum    |
|  | Lilium longiflorum   |
|  | Lilium philippinense |
|  | Lilium puerense      |
|  | Lilium regale        |
|  | Lilium sargentiae    |
|  | Lilium sulphureum    |
|  | Lilium wallichianum  |
|  | Lilium wenshanense   |

### Daurolirion
|  | Lilium maculatum     |
|  | Lilium pensylvanicum |

### Niet gespecificeerd
- Lilium eupetes